# حادثة نيهاو
حادثة نيهاو Ni ʻihau (أو معركة ني ʻ) وقعت في 7 ديسمبر، 1941، عندما كان طيار حادثة نيهاو التابع للسلاح الجوي البحري الإمبراطوري الياباني (西開地 重徳 نيشيكايشي شيجونوري) قد تحطمت طائرته زيرو لدى هبوطها على جزيرة نيها و ʻ هاواي بعد مشاركته في الهجوم على بيرل هاربور. قد قتل في صراع مع الناس على الجزيرة.
وكان قاطنى الجزيرة من سكان هاواي الأصليين يجهلون في البداية أمر الهجوم، ولكن بعد القبض على نيشيكايشي عندما أصبح الوضع خطرا على ما يبدو. ثم سعى نيشيكايشي إلى الحصول على مساعدة من ثلاثة من السكان المحليين من أصل ياباني في التغلب على خاطفيه، حيث أفلح في العثور على أسلحة، واتخاذ العديد من الرهائن. في نهاية المطاف، تم قتل نيشيكايشي الذي إشترك فيه بينى هاكاكا «بن» كاناهلي و«إيلا» كيالوها ; بن كاناهلي قد أصيب في هذه العملية، واحد من مناصرى نيشيكايشي، يوشيو هارادا، قد انتحر.
أظهر الحادث والإجراءات من قبل المحرضين نيشيكايشي إمكانية الولاء العنصري أو العرقي لتطغى على الولاء الوطني؛ هذا في نهاية المطاف قد أثر على قرار الاعتقال الأمريكي لليابانيين خلال الحرب العالمية الثانية.كان قد تم تقدير دور بن كاناهلي لدوره في وقف الحادث. لم يتلق إيلا كاناهلي أي اعتراف رسمي.

## خلفية
ني، الغربية، وثانية أصغر جزر هاواي الأولية، وهي مملوكة للقطاع الخاص من قبل روبنسون، وهو أبيض من عائلة كاماʻ آينا، منذ عام 1864. في وقت وقوع الحادث، كان يقطنها 136 نسمة، تقريبا كلهم من سكان هاواي الأصليين التي كانت لغتهم الأولى لغة هاواي.
عام 1941 كان مالك الجزيرة إيلمر روبنسون، وهو خريج جامعة هارفارد مع الدراسات العليا الذين كان يجيد التحدث بلغة هاواي. ركض روبنسون الجزيرة دون تدخل من أي سلطة حكومية، وعلى الرغم من انه عاش على جزيرة قريبة من كاواي ʻ آى، وقال انه قام بزيارات أسبوعية على متن قارب إلى ني ʻ ihau. كانت الجزيرة لايمكن الوصول إليها إلا بإذن من روبنسون، الذي لايعطى إلا للأصدقاء أو الأقارب النيهاويين. حفنة من السكان غير الأصليين شملت ثلاثة من أصل ياباني: عيسى إشيماتسو شنتاني وشخص هاواي المولد نيساي يوشيو وايرين هارادا، كل منهم انخرط في الحادث.
قبل هجوم بيرل هاربور البحرية الإمبراطورية اليابانية حددت نيهاو، التي أعتقد خطأ أن تكون غير مأهولة، كموقع للطائرات التالفة على الأرض بعد الهجوم. وقال الطيارين أنهم يمكنهم الانتظار في الجزيرة والالتقاء مع غواصة الإنقاذ.

## الحادثة

### نيشيكايشي يرتطم بطائرته

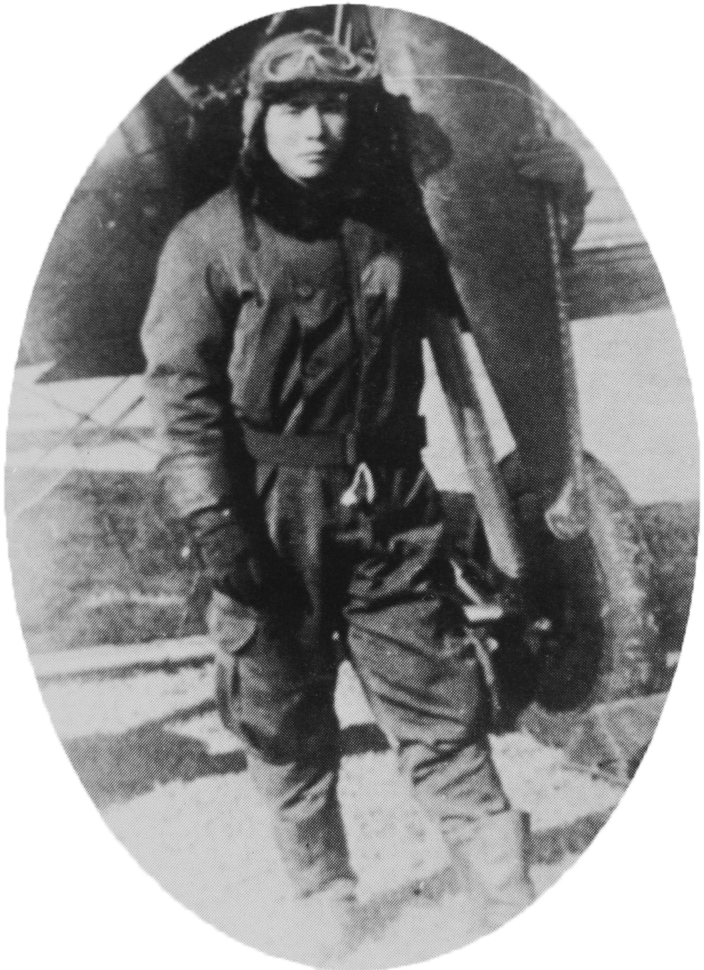
شيجينوري نيشيكايشي، الطيار الذي أصبح مركزا لحادثة نيهاو

في 7 ديسمبر 1941، الطيار من الدرجة الأولى شيجينوري نيشيكايشي (c. 1919/20 – c. 10:00 am، ديسمبر 13، 1941) (عمر 21/22)، الذي كان قد أنجز مجرد جزء في الموجة الثانية من هجوم بيرل هاربور، تحطمت طائرته لدى هبوطهاوقد تضررت الطائرة، وهي زيرو "B11-120" من الحاملة هيرو، في ني ʻ الحقل بالقرب من مكان هاويلا كاليوهانو (1912-1986)، وهو من سكان هاواي الأصليين، واقفا. كان كاليوهانو غير مدرك للهجوم في بيرل هاربور، ولكن عرف من الصحف أن العلاقة بين الولايات المتحدة واليابان كانت سيئة بسبب التوسع الياباني والحظر النفطي الاميركي في اليابان. الاعتراف بنيشيكايشي وطائرته كطيار ياباني، يعتقد كاليوهانو أنه من الحكمة تسليم الطيار لمسدسه وأوراقه قبل أن يفطن الطيار وهو في حالة ذهول. وقال انه وغيره من سكان هاواي الذين تجمعوا حول الطيار وتعاملوا معه بلطف وكرم الضيافة التقليدية في هاواي، حتى رمي طرف له في وقت لاحق بعد ظهر ذلك اليوم الأحد. ومع ذلك، فإن سكان هاواي لا يمكنهم فهم نيشيكايشي، الذي يتحدث اليابانية فقط مع كمية محدودة من اللغة الإنجليزية. أرسلوا لشخص ياباني المولد إشيماتسو شنتاني (وهو عيسى)، الذي كان متزوجا من سيدة من مواطنى هاواي للترجمة.

### هجوم بيرل هاربور

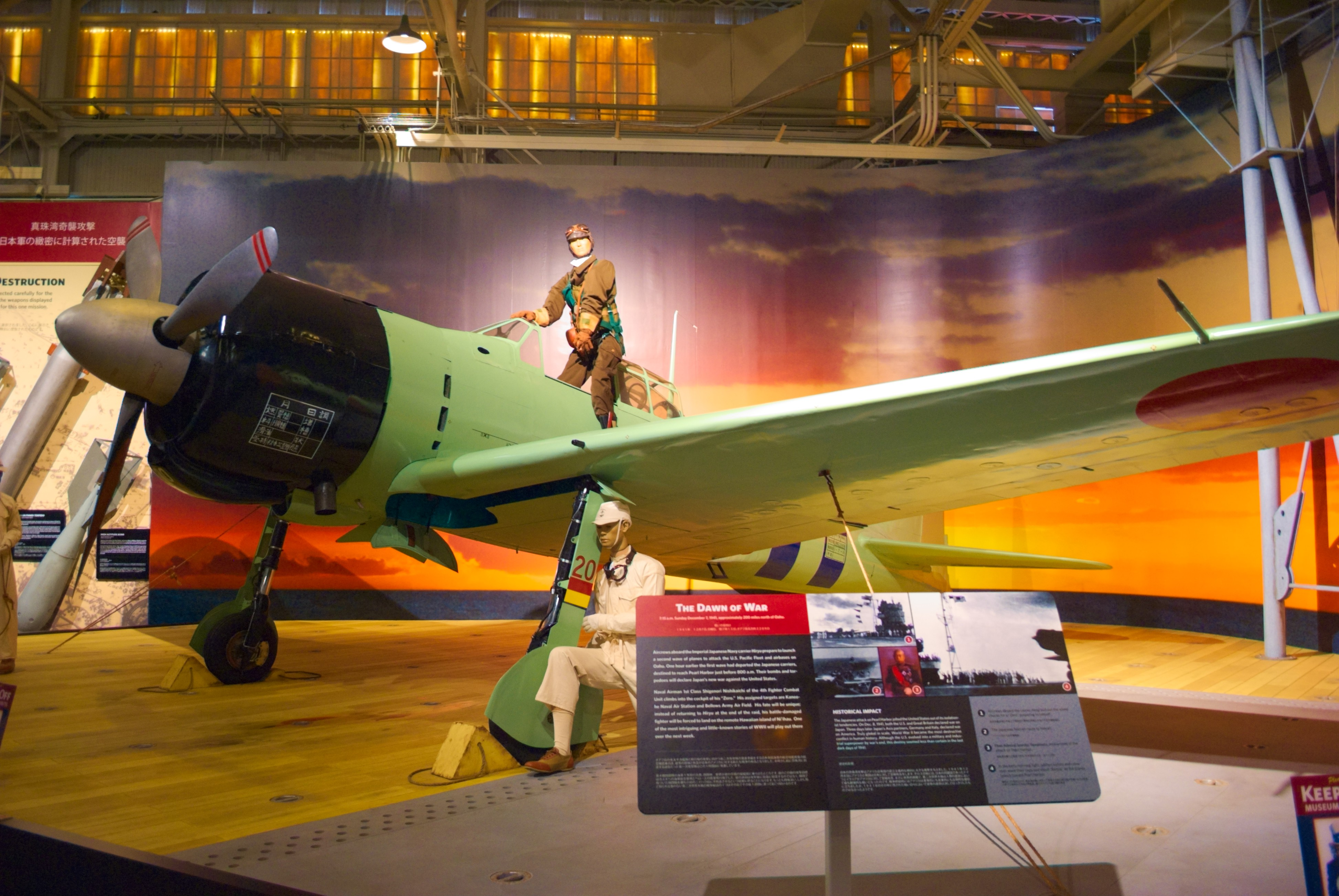
زيرو في علامات للطائرة التي كان يقودها نيشيكايشي عند عرضها في متحف طيران بيرل هاربور المحيط الهادئ

نيهاو لم يكن لديها لا كهرباء ولا هاتف، ولكن في وقت لاحق من تلك الليلة، سمع الهاوايين تقرير الإذاعة حول هجوم ميناء بيرل هاربور على راديو يعمل بالبطارية. وقاموا بمواجهة الطيار، وما قيل هذا الوقت هارادا ترجم عن الهجوم. صاحب الجزيرة، إيلمر روبنسون، كان من المقرر أن يصل في جولته الأسبوعية العادية من كاواي، وهي جزيرة أكبر من ذلك بكثير فقط17 ميل (27 كـم) بعيدا، في صباح اليوم التالي. تقرر أن الطيار سيعود إلى كاواي ʻ مع روبنسون.
لم يصل روبنسون يوم الاثنين لان القوات الأمريكية قد فرضت حظرا على حركة القوارب في الجزر في غضون ساعات من الهجوم. كما أنه لم يصل في الأيام التالية. وسكان نيهاو لم يعلموا شيئا عن هذا الحظر، وكانوا في حيرة وعدم إستقرار للغاية أن روبنسون الذي يعتمد عليه عادة لم يظهر منذ الهجوم. طلب هارادس "أن يكون تم الاتفاق على بقاء الطيار معهم، ولكن مع وحدة من أربعة حراس. وهناك الآن فرصة كبيرة للهارادس على التحدث مع نيشيكايشي.
في 04:00 يوم 12 ديسمبر، اقترب شنتاني من كاليوهانو على انفراد مع تقديم حوالي 200 دولارا نقدا، وهو مبلغ ضخم بالنسبة لنيهاو. حاول شراء الأوراق، لكن كاليوهانو رفض مرة أخرى. شنتاني غادر لسوء الحظ، قائلا انه ستكون هناك مشكلة إذا لم يتم إرجاع الأوراق، أنه مسألة حياة أو موت. كان كاليوهانو قد أنذر.
هارادا ونيشيكايشي، لم ينتظرا عودة شنتاني، وهاجما الحارس الوحيد الذي كان قد تم نشره خارج مقر هارادا، في حين أن ايرين هارادا، زوجة يوشيو، أذاعت الموسيقى على الفونوغراف للتغطية على أصوات القتال. تمركز ثلاثة حراس آخرين لحراسة مقر إقامة هارادا، لكنه لم يكن موجودا في وقت وقوع الهجوم. تم تأمين الحراسة في المستودع، حيث استحوذت هارادا على بندقية ومسدس الطيار الذي كان قد سبق تخزينهما هناك. وعندما استوثقوا من التسليح وبالتالي، فإنهم شرعوا في التحرك إلى منزل كاليوهانو.

## قراءات إضافية
- Frank، Richard B (يوليو 2009). "Zero Hour on Niihau". World War II. Weider History Group. ج. 24 ع. 2: 54–61. ISSN:0898-4204.
- East Wind, Rain, a 2006 الرواية التاريخية about the incident, by كارولين بول (كاتبة).
- The Turncoats on Niihau Island نسخة محفوظة 10 يناير 2013 at Archive.is, complete Chapter 1 of In Defense of Internment by Michelle Malkin
- Hallstead, William. (Jan. 1, 2000) "The Niihau Incident." World War II 14.5
- Incident on Niihau Island Jason Bellows Updated December 7, 2015
- Stepien، Edward R. (1988) [1984]. "Appendix B: The Battle of Niʻihau". Niʻihau, A Brief History. Honolulu: Center for Pacific Islands Studies, School of Hawaiian, Asian, & Pacific Studies, جامعة هاواي في مانوا. ج. 2. ص. 198–210.

## الروابط الخارجية
- The NISHIKAICHI/NI'IHAU Zero, Part 1: The Missing Machine Gun Mystery! at j-aircraft.com
- The NISHIKAICHI/NI'IHAU Zero, Part 2: Other NI'IHAU Artifacts at j-aircraft.com
- The NISHIKAICHI/NI'IHAU Zero, Part 3: More NI'IHAU Zero Artifacts at j-aircraft.com